# Yūzō Kobayashi
Yūzō Kobayashi (小林 祐三 Kobayashi Yūzō?, nacido el 15 de noviembre de 1985 en Tokio) es un futbolista japonés que se desempeña como defensa.

## Trayectoria

### Clubes
| Club                | País  | Año         |
| ------------------- | ----- | ----------- |
| Kashiwa Reysol      | Japón | 2004 - 2010 |
| Yokohama F. Marinos | Japón | 2011 - 2016 |
| Sagan Tosu          | Japón | 2017 -      |

## Estadística de carrera

### J. League
| Club                | Año   | J. League | J. League | Copa J. League | Copa J. League | Total | Total |
| Club                | Año   | Part.     | Goles     | Part.          | Goles          | Part. | Goles |
| ------------------- | ----- | --------- | --------- | -------------- | -------------- | ----- | ----- |
| Kashiwa Reysol      | 2004  | 9         | 0         | 1              | 0              | 10    | 0     |
| Kashiwa Reysol      | 2005  | 19        | 1         | 2              | 0              | 21    | 1     |
| Kashiwa Reysol      | 2006  | 41        | 1         | -              | -              | 41    | 1     |
| Kashiwa Reysol      | 2007  | 25        | 0         | 6              | 0              | 31    | 0     |
| Kashiwa Reysol      | 2008  | 31        | 1         | 6              | 0              | 37    | 1     |
| Kashiwa Reysol      | 2009  | 29        | 0         | 6              | 0              | 35    | 0     |
| Kashiwa Reysol      | 2010  | 29        | 0         | -              | -              | 29    | 0     |
| Yokohama F. Marinos | 2011  | 32        | 1         | 4              | 0              | 36    | 1     |
| Yokohama F. Marinos | 2012  | 30        | 0         | 4              | 0              | 34    | 0     |
| Yokohama F. Marinos | 2013  | 33        | 0         | 9              | 0              | 42    | 0     |
| Yokohama F. Marinos | 2014  | 27        | 0         | 2              | 0              | 29    | 0     |
| Yokohama F. Marinos | 2015  | 32        | 2         | 3              | 0              | 35    | 2     |
| Yokohama F. Marinos | 2016  | 33        | 0         | 6              | 0              | 39    | 0     |
| Sagan Tosu          | 2017  | 19        | 0         | 1              | 0              | 20    | 0     |
| Total               | Total | 389       | 6         | 50             | 0              | 439   | 6     |